# Motilitätsmodell
Das Motilitätsmodell ist eines der zehn Basismodelle des Unterrichts, das der Schweizer Erziehungswissenschaftler Fritz Oser entwickelt hat. Im Vordergrund steht die Verarbeitung affektiver Spannung durch schöpferisches Tun, insbesondere durch Motilität (= geistige Beweglichkeit).
Das Motilitätsmodell gliedert sich in folgende fünf Schritte:
1. Vorwegnehmende Schemata, damit später der psychische Erregungszustand nicht gestört oder frühzeitig aufgelöst werden kann (Planung des Ablaufs, Materialbereitstellung).
2. Spannungsbildung: Präsentation eines Textes, einer Erzählung, einer Geschichte, deren Elemente zur Erhöhung der emotionalen Spannung der Schülerin/des Schülers beitragen.
3. Kognitive Umstrukturierung der aufgestauten Energie und Anstoß für eine kreative Entladung.
4. Transformation der Energie und kreativer Ausdruck (Zeichnung, Pantomime, Musik, Gedichte, Soziodrama etc.).
5. Verstärkung und Transfer der Erfahrung durch die Präsentation eines anerkannten Kunstwerkes.

Das Motilitätsmodell wurde in einer empirischen Studie zum Kunstunterricht der Maturitätsschulen von Stefan Haenni ausführlich beschrieben und untersucht. Darin konnte der lernpsychologische Mehrwert von Emotionen für den Aufbau von Wissen, Fertigkeiten und Fähigkeiten durch kreatives Schaffen wissenschaftlich belegt werden. Georg Peez von der Johann Wolfgang Goethe-Universität Frankfurt am Main kommt 1997 zum Schluss, dass Haennis Untersuchung zum Motilitätsmodell „ein seltenes Beispiel für echte Forschung in der Kunstpädagogik“ darstelle und betont 2000 im Zuge seiner Habilitationsschrift erneut: „Vor allem in ihren qualitativen Auswertungsanteilen bietet Haennis Untersuchung für in der Kunstpädagogik Forschende Beispiele einer methodisch korrekten Untersuchungsdarstellung, vor allem in Bezug auf die Aufbereitung des Forschungsmaterials.“

## Belege
1. ↑  Oser, F. & Patry, J.-L. 1990: Choreographien unterrichtlichen Lernens. Basismodelle des Unterrichts. In: Berichte zur Erziehungswissenschaft. Nr. 89. Pädagogisches Institut der Universität Fribourg
2. ↑  Haenni, S. 1995: Das Motilitätsmodell. Eine empirische Studie zum Kunstunterricht der Maturitätsschulen. Unveröffentlichte Dissertation Universität Fribourg
3. ↑  Haenni, S. 1996: Emotion und bildnerisches Gestalten im Unterricht. Peter Gaffuri, Bern.
4. ↑  Georg Peez: Brief vom 18. Februar 1997
5. ↑  Georg Peez. 2000: Qualitative empirische Forschung in der Kunstpädagogik, BDK-Verlag Hannover. S. 101–103.